# Persone di nome Giovanni/Militari
| Questa pagina contiene informazioni ricavate automaticamente dalle voci biografiche con l'ausilio del template Bio e di un bot. L'aggiornamento è periodico e automatico e ricostruisce completamente la pagina. Se manca una persona in questa lista, sei pregato di non aggiungerla, ma accertati piuttosto che la sua voce biografica contenga il template Bio e che i dati anagrafici siano correttamente compilati. Se il template Bio manca, inseriscilo tu stesso o, in alternativa, metti l'avviso {{tmp\|Bio}} che ne segnala la mancanza. Se i dati riportati sono sbagliati, correggi direttamente la voce biografica; le modifiche saranno visibili in questa lista entro pochi giorni. Per chiarimenti vedi il progetto antroponimi. La lista contiene solo le 171 persone che sono citate nell'enciclopedia e per le quali è stato implementato correttamente il template Bio. Pagina aggiornata al 22 lug 2025. |

Questa è una lista di persone presenti nell'enciclopedia che hanno il nome Giovanni e sono militari.

## A(11)
- Giovanni Accorsi, militare e aviatore italiano (Ferrara, n. 1917 - Bengasi, † 1941)
- Giovanni Acerbi, militare, patriota e politico italiano (Castel Goffredo, n. 1825 - Firenze, † 1869)
- Giovanni Agnes, militare e marinaio italiano (Rovescala, n. 1906 - Ramghar, † 1941)
- Giovanni Alessandrini, militare italiano (Fermo, n. 1886 - Modena, † 1954)
- Giovanni Amadio, militare italiano (Controguerra, n. 1890 - Pod Koriti, † 1917)
- Giovanni Amarena, militare italiano (Genova, n. 1919 - Fiume Don, † 1942)
- Giovanni Amistani, militare italiano (Brescia, n. 1831 - Verona, † 1907)
- Giannino Ancillotto, ufficiale e aviatore italiano (San Donà di Piave, n. 1896 - Caravaggio, † 1924)
- Giovanni Andreozzi, militare italiano (Capua, n. 1907 - Beggi, † 1937)
- Giovanni Annoni, militare italiano (Bobbio, n. 1911 - Verona, † 1970)
- Giovanni Antonio Aprosio, militare italiano (Vallecrosia, n. 1874 - Col del Rosso, † 1918)

## B(22)
- Giovanni Badalini, militare e aviatore italiano (Chiaravalle, n. 1916 - Zerba, † 1996)
- Giovanni Battista Baldelli Boni, militare e letterato italiano (Cortona, n. 1766 - Siena, † 1831)
- Giovanni Barbini, ufficiale italiano (Murano, n. 1901 - Rosignano Marittimo, † 1998)
- Giovanni Bausan, militare e nobile italiano (Gaeta, n. 1757 - Napoli, † 1825)
- Alberto Bechi Luserna, ufficiale e scrittore italiano (Spoleto, n. 1904 - Macomer, † 1943)
- Giovanni Bellocchio, militare italiano (Alessandria, n. 1908 - Paridera de Arriba, † 1937)
- Giovanni Berardi, militare italiano (Valfenera, n. 1902 - Abdulla, † 1939)
- Giovanni Battista Berghinz, ufficiale e partigiano italiano (Montecatini Terme, n. 1918 - Trieste, † 1944)
- Giovanni Bertacchi, militare italiano (Lugo, n. 1894 - Gallio, † 1917)
- Francesco Boccheciampe, militare francese (Oletta, n. 1773 - Trani, † 1799)
- Giovanni Bocchieri, militare italiano (Ragusa Inferiore, n. 1894 - Breda di Piave, † 1918)
- Giovanni Bolis, militare, funzionario e prefetto italiano (Caprino Bergamasco, n. 1831 - Bergamo, † 1884)
- Giovanni Bonanno, militare e aviatore italiano (Misilmeri, n. 1913 - Vidauban, † 1940)
- Giovanni Bonet, militare e aviatore italiano (San Fior, n. 1914 - Alba, † 1944)
- Giovanni Bonetto, militare italiano (Bressanvido, n. 1919 - Kruja, † 1943)
- Giovanni Bonmartini, militare, aviatore e imprenditore italiano (Padova, n. 1896 - Roma)
- Giovanni Bonomi, militare italiano (Brissago, n. 1866 - Oslavia, † 1916)
- Giovanni Bortolotto, militare italiano (Vittorio Veneto, n. 1918 - fronte russo, † 1942)
- Giovan Battista Brembati, militare italiano (Bergamo, n. 1509 - † 1573)
- Felice Brunetta d'Usseaux, militare italiano (Pinerolo, n. 1824 - Torino, † 1886)
- Giovanni Burocchi, militare italiano (Penna San Giovanni, n. 1881 - Fiume, † 1919)
- Giovanni Buzzacchi, militare e chirurgo italiano (Medole, n. 1836 - Medole, † 1900)

## C(23)
- Giovanni Calabrò, militare italiano (Castelmola, n. 1906 - Kvasica Crnomelj, † 1942)
- Giovanni Paolo Calori Stremiti, militare italiano (Modena, n. 1769 - Mantova, † 1809)
- Giovanni Cantacuzeno, militare bizantino († 1176)
- Giovanni Cantarella, militare italiano
- Giovanni Carafa della Spina, militare italiano (n. 1671 - Venezia, † 1743)
- Giovanni Casella, militare statunitense (Roma, n. 1848)
- Giovanni Cattaneo, militare e politico italiano (Milano, n. 1865 - Arcisate, † 1944)
- Giovanni Cattaneo, militare italiano (Magenta, n. 1916 - Regalbuto, † 1943)
- Giovanni Maria Cavasanti, militare italiano (Cuccaro Monferrato, n. 1774 - Novara, † 1838)
- Giovanni Cecaumeno, militare e scrittore bizantino
- Giovanni Cecchin, militare italiano (Marostica, n. 1894 - Monte Ortigara, † 1917)
- Giovanni Celeste, militare italiano (Messina, n. 1905 - al largo di Capo Murro di Porco, † 1943)
- Giovanni Cerrina Feroni, militare italiano (Firenze, n. 1866 - Roma, † 1952)
- Giovanni Cervillon, militare spagnolo
- Giovanni Battista Chiarlone, militare italiano (Cagna, n. 1821 - Corrientes, † 1866)
- Giovanni Chiasserini, militare e aviatore italiano (Roma, n. 1909 - Borjas Blanca, † 1939)
- Giovanni Consino, militare bizantino (Compsa - Napoli, † 617)
- Giovanni Corasaniti, militare italiano (Catanzaro, n. 1968)
- Giovanni Corvetto, militare e politico italiano (Genova, n. 1830 - Torino, † 1898)
- Giovanni Cracco, militare italiano (Novale, n. 1913 - El Borj, † 1943)
- Giovanni Cucchiari, militare italiano (San Ginesio, n. 1894 - Monte Podgora, † 1915)
- Giovanni Curcuas, militare bizantino († 971)
- Giovanni Curcuas, militare bizantino

## D(21)
- Giovanni di Borbone-Spagna, militare spagnolo (La Granja de San Ildefonso, n. 1913 - Pamplona, † 1993)
- Giovanni di Castri, militare italiano (Francavilla Fontana, n. 1910 - Cirenaica, † 1940)
- Giovanni Battista D'Oncieu de La Bàtie, militare italiano (La Bâtie-Divisin, n. 1765 - La Bâtie-Divisin, † 1847)
- Giovanni Da Lezze, militare e politico italiano (Venezia, n. 1554 - Venezia, † 1625)
- Giovanni Maria Damiani, militare e patriota italiano (Piacenza, n. 1832 - Bologna, † 1908)
- Giovanni De Alessandri, militare italiano (Milano, n. 1895 - Chevenna, † 1937)
- Giovanni De Giorgi, militare italiano (Galatone, n. 1970 - Cesa, † 1993)
- Giovanni Del Vento, militare e aviatore italiano (Canosa di Puglia, n. 1920 - Canosa di Puglia, † 1989)
- Giovanni Romeo delle Torrazze, militare e politico italiano (Belpasso, n. 1861 - Randazzo, † 1957)
- Giovanni Denaro, militare italiano (Castanea delle Furie, n. 1906 - Tsangarada, † 1943)
- Giovanni Battista Dho, militare e politico italiano (Frabosa Soprana, n. 1870 - Roma, † 1941)
- Giovanni Dimitri, militare italiano (Manduria, n. 1963)
- Giovanni Duca, militare e partigiano italiano (Torino, n. 1896 - Verona, † 1944)
- Giovanni I Ducas, militare bizantino († 1289)
- Giovanni Durli, militare e aviatore italiano (Palmanova, n. 1913 - Malta, † 1943)
- Giovanni I d'Albret, militare e politico francese (n. 1425 - † 1468)
- Giovanni Filippo d'Arco, militare italiano (Arco, n. 1652 - Bregenz, † 1704)
- Giovanni D'Avossa, militare italiano (Napoli, n. 1902)
- Giovanni Battista d'Embser, militare austriaco (Trieste, n. 1669 - Pizzighettone, † 1733)
- Giovanni Antonio de Foxa, militare spagnolo
- Giovanni Augusto di Sassonia-Gotha-Altenburg, militare tedesco (Gotha, n. 1704 - Roda, † 1767)

## F(6)
- Giovanni Battista Fabbio, militare italiano (La Maddalena, n. 1828 - Santa Teresa Gallura, † 1915)
- Giovanni Farina, militare e aviatore italiano (San Giovanni a Teduccio, n. 1901 - Cielo della Sardegna, † 1942)
- Giovanni Fincato, militare e partigiano italiano (Enego, n. 1891 - Verona, † 1944)
- Giovanni Battista Fioretti, ufficiale italiano (Montepulciano, n. 1905 - Cefalonia, † 1943)
- Giovanni Galeazzo Frigerio, militare e politico italiano (Milano, n. 1841 - Roma, † 1911)
- Giovanni Frignani, militare e partigiano italiano (Ravenna, n. 1897 - Roma, † 1944)

## G(14)
- Giovanni Gambaudo, militare italiano (Moasca, n. 1915 - Qaret el Himmeimat, † 1942)
- Giovanni Garau, militare e marinaio italiano (Cagliari, n. 1917 - Battaglia del convoglio Duisburg, † 1941)
- Giovanni Gervasoni, militare italiano (Crema, n. 1816 - Ancona, † 1849)
- Giovanni Battista Ghersi, militare e politico italiano (Forlì, n. 1861 - Reggio Emilia, † 1944)
- Giovanni, militare romano
- Giovanni Adolfo II di Sassonia-Weissenfels, militare tedesco (Weißenfels, n. 1685 - Lipsia, † 1746)
- Giovanni da San Miniato, militare e religioso italiano (Firenze, n. 1360 - Firenze, † 1428)
- Giovanni Antonio Pagliacciù della Planargia, militare e politico italiano (Cuglieri, n. 1793 - Cuglieri, † 1860)
- Giovanni Giusti del Giardino, ufficiale italiano (Padova, n. 1877 - Verona, † 1932)
- Giovanni Goiran, militare e politico italiano (Nizza, n. 1842 - Roma, † 1914)
- Giovanni Battista Grimani, militare italiano (Venezia - Dardanelli, † 1648)
- Giovanni Grion, militare e patriota italiano (Pola, n. 1890 - Asiago, † 1916)
- Giovanni Guccione, militare italiano (Terranova di Sicilia, n. 1891 - Cave di Selz, † 1915)
- Giovanni Guiducci, militare e aviatore italiano (Arezzo, n. 1916 - Mar Mediterraneo, † 1942)

## I(3)
- Giovanni Iannaccone, militare italiano (Lioni, n. 1915 - Akarit, † 1943)
- Giovanni Ingrao, militare e marinaio italiano (Palermo, n. 1895 - Costa Ligure, † 1940)
- Giovanni Ippolito, militare italiano (Canicattì, n. 1881 - San Michele del Carso, † 1916)

## J(1)
- Giovanni Battista Janelli, militare e scrittore italiano (Parma, n. 1819 - Parma, † 1884)

## L(8)
- Giovanni L'Altrelli, militare italiano (San Severo, n. 1975)
- Giovanni Lagna, militare italiano (Parella, n. 1902 - Fronte greco, † 1941)
- Giovanni Lai, militare italiano (Illorai, n. 1945 - Brescia, † 2020)
- Giovanni Leccis, militare italiano (Domusnovas, n. 1921 - Tobruch, † 1942)
- Giovanni Lepri, militare italiano (Roma, n. 1826 - Roma, † 1885)
- Giovanni del Liechtenstein, militare austriaco (Vienna, n. 1873 - Hollenegg, † 1959)
- Giovanni Lipella, militare italiano (Riva del Garda, n. 1899 - Monte Asolone, † 1918)
- Giovanni Luppis, ufficiale e inventore (Fiume, n. 1813 - Laglio, † 1875)

## M(7)
- Giovanni Magistrini, militare e aviatore italiano (Maggiora, n. 1916 - Illescas, † 1937)
- Giovanni Magro, militare italiano (Sant'Apollinare con Selva, n. 1916 - Porto di Gibilterra, † 1942)
- Giovanni Maltese, militare italiano (Palermo, n. 1895 - Cefalonia, † 1943)
- Giovanni Maresca Donnorso di Serracapriola, militare, politico e imprenditore italiano (Napoli, n. 1893 - Roma, † 1971)
- Giovanni Marini, militare italiano (Pistoia, n. 1911 - Selaclacà, † 1936)
- Giovanni Mercati, militare e medico italiano (Podenzano, n. 1912 - Ciocihò, † 1937)
- Giovanni Battista Millelire, militare italiano (La Maddalena, n. 1803 - Genova, † 1891)

## N(1)
- Giovanni Nicelli, militare e aviatore italiano (Lugagnano Val d'Arda, n. 1893 - Montello, † 1918)

## O(1)
- Giovanni Carlo Odino, militare e partigiano italiano (Genova, n. 1894 - Passo del Turchino, † 1944)

## P(13)
- Giovanni Padovani, militare italiano (Arcole, n. 1905 - Tobruch, † 1941)
- Giovanni Pagani, militare italiano (Pignone, n. 1920 - † 1945)
- Juan Domínguez Palermo, militare e politico spagnolo (Palermo, n. 1560 - Buenos Aires, † 1635)
- Giovanni Palmieri, militare italiano (San Severo, n. 1922 - Tobruch, † 1941)
- Giovan Battista Pastine, militare italiano (La Spezia, n. 1874 - Gorizia, † 1916)
- Giovanni Pastorelli, militare italiano (Nizza, n. 1859 - Ain Zara, † 1911)
- Giovanni Pazzaglia, militare italiano (Montemonaco, n. 1908 - Arbì Gherbià, † 1937)
- Giovanni Pegna, militare e ingegnere aeronautico italiano (n. 1888 - Milano, † 1961)
- Giovanni Piatti, militare italiano (Como, n. 1910 - Arnautowo, † 1943)
- Giovanni Pico, militare e politico italiano (Parma, † 1379)
- Giovanni Piovesana, militare italiano (Conegliano, n. 1891 - Mezhgoran, † 1941)
- Giovanni Poggio, militare e patriota italiano (Masio, n. 1830 - Torino, † 1910)
- Ferdinando Prat, militare e politico italiano (Torino, n. 1792 - Torino, † 1862)

## Q(1)
- Giovanni Quircio, militare e partigiano italiano (Campobasso, n. 1921 - Roma, † 2000)

## R(9)
- Giovanni Randaccio, militare italiano (Torino, n. 1884 - San Giovanni al Timavo, † 1917)
- Giovanni Ricci, militare e politico italiano (Genova, n. 1813 - Oviglio, † 1892)
- Giovanni Rodeghiero, militare italiano (Asiago, n. 1863 - Conegliano, † 1915)
- Giovanni Romagnoli, militare italiano (Campobasso, n. 1897 - Bir Ziden, † 1929)
- Giovanni Romero, militare italiano (Mortara, n. 1841 - battaglia di Adua, † 1896)
- Giovanni Roncagli, militare, geografo e cartografo italiano (Bologna, n. 1857 - Roma, † 1929)
- Giovanni Ruazzi, militare italiano (Badia, n. 1914 - Amba Tzaelegherghis, † 1938)
- Giovanni Battista Ruffini, militare e politico italiano (Modena, n. 1807 - Modena, † 1891)
- Giovanni Ruggia, militare italiano (Romano Canavese, n. 1830 - Romano Canavese, † 1916)

## S(14)
- Giovanni Battista Salvatoni, militare italiano (Gandino, n. 1909 - Palacio Ibarra, † 1937)
- Giovanni Salvo, militare italiano (Montedoro, n. 1978 - Giugliano in Campania, † 2009)
- Giovanni Sanguineti, militare italiano (Carcare, n. 1865 - Coatit, † 1895)
- Giovanni Luigi Satta, militare italiano (Ozieri, n. 1892 - Roma, † 1962)
- Edoardo Savio, militare italiano (Torino, n. 1837 - Gaeta, † 1861)
- Giovanni Secchiaroli, militare italiano (Ripe, n. 1923 - Bir Hacheim, † 1942)
- Giovanni Serbelloni, II duca di San Gabrio, militare, politico e nobile italiano (Milano, n. 1665 - Gorgonzola, † 1732)
- Giovanni Serpi, militare e politico italiano (Sardara, n. 1806 - Cagliari, † 1890)
- Giovanni Maria Simula, militare e partigiano italiano (Ittiri, n. 1917 - Cingoli, † 1944)
- Giovanni Battista Egisto Sivelli, militare italiano (Genova, n. 1843 - Genova, † 1934)
- Giovanni Soncelli, militare italiano (Torre di Santa Maria, n. 1915 - Arnautovo, † 1943)
- Giovanni Sorba, militare italiano (Cellarengo, n. 1911 - Gerona, † 1939)
- Giovanni Starace, militare italiano (Lecce, n. 1920 - † 1973)
- Giovanni Stassi, militare italiano (Tunisi, n. 1918 - Africa Settentrionale Italiana, † 1942)

## T(10)
- Giovanni Tabacchi, militare e politico italiano (Mirandola, n. 1838 - Mirandola, † 1918)
- Giovanni Tamiotti, militare italiano (Rossa, n. 1831 - Rossa, † 1916)
- Giovanni Teotini, militare italiano (Sulmona, n. 1914 - Masegoso, † 1937)
- Giovanni Thun Hohenstein, militare italiano (Vienna, n. 1913 - Monte Tigh, † 1938)
- Gavino Tolis, militare italiano (Chiaramonti, n. 1919 - Campo di concentramento di Mauthausen, † 1944)
- Giovanni Battista Tonini, militare e patriota italiano (Valfloriana, n. 1882 - Cembra, † 1916)
- Giovanni Battista Torre, militare e partigiano italiano (Sestri Ponente, n. 1911 - Genova, † 1944)
- Giovanni Trabucco, militare e calciatore italiano (Palermo, n. 1895 - Palermo, † 1980)
- Giovanni Troglita, militare bizantino
- Giovanni Trossarelli, militare italiano (Savigliano, n. 1863 - prima guerra mondiale, † 1915)

## V(4)
- Giovanni Valentini, militare italiano (Modigliana, n. 1906 - Monte Picones, † 1937)
- Giovanni Varda, militare italiano (Chiomonte, n. 1884 - † 1965)
- Giovanni Venturini, militare e partigiano italiano (Corteno, n. 1916 - Mù di Edolo, † 1945)
- Giovanni Vincenti, militare italiano (Piazza al Serchio, n. 1908 - Popowka, † 1943)

## Z(2)
- Giovanni Battista Zanchi, militare, ingegnere e scrittore italiano (Pesaro, n. 1515 - † 1586)
- Giovanni Zanelli, militare, aviatore e ginnasta italiano (Palazzolo sull'Oglio, n. 1911 - Erto, † 1963)